# Vlad Mihalcea
Vlad Mihalcea (Brașov, 28 oktober 1998) is een Roemeens voetballer die bij voorkeur als offensieve middenvelder speelt. Hij tekende in 2015 bij Steaua Boekarest.

## Clubcarrière
Mihalcea werd geboren in Brașov en is afkomstig uit de jeugdopleiding van FC Brașov. In 2015 tekende hij een zesjarig contract bij Steaua Boekarest. Op 8 juli 2015 debuteerde de aanvallend ingestelde middenvelder in de Roemeense supercup tegen ASA Târgu Mureș. Hij viel na 74 minuten in voor Sulley Muniru. ASA Târgu Mureș won de supercup dankzij een treffer van ASA Târgu Mureș. Op 18 juli 2015 maakte Mihalcea zijn competitiedebuut tegen Pandurii Târgu Jiu. Hij viel na 76 minuten in voor Adrian Popa. Steaua Boekarest won de wedstrijd met 0–3 na treffers van Alexandru Chipciu (2x) en Jugurtha Hamroun.

## Interlandcarrière
Mihalcea debuteerde in 2014 voor Roemenië –17, waarvoor hij reeds één doelpunt maakte in vijf interlands.